# Austrachelas reavelli
Espèce
Austrachelas reavelli est une espèce d'araignées aranéomorphes de la famille des Gallieniellidae.

## Distribution
Cette espèce est endémique du KwaZulu-Natal en Afrique du Sud,.

## Description
La femelle holotype mesure 7,05 mm et le mâle paratype 4,70 mm.

## Étymologie
Cette espèce est nommée en l'honneur de Peter Reavell.

## Publication originale
- Haddad, Lyle, Bosselaers & Ramirez, 2009 : A revision of the endemic South African spider genus Austrachelas, with its transfer to the Gallieniellidae (Arachnida: Araneae). Zootaxa, no 2296, p. 1-38.